# پریری دو چیئن (ویسکانسین)
پریری دو چیئن، ویسکانسین  (به انگلیسی: Prairie du Chien) شهری در شهرستان کرافورد ایالت ویسکانسین است که در سال ۱۸۷۲ بنیان‌گذاری شده‌است. این شهر طبق سرشماری سال ۲۰۱۰ میلادی ۵٬۹۱۱ نفر جمعیت داشته‌است.